# Stade du Roudourou
El Stade Municipal du Roudourou es un estadio de fútbol de la ciudad de Guingamp en la región de Bretaña, Francia. Fue inaugurado en 1990 con una capacidad aproximada para 12 000 personas, en 2007 tras una renovación aumentó su aforo a 18 250 espectadores. Es el estadio del club En Avant de Guingamp, equipo actualmente en la Ligue 2.
El 10 de octubre de 2009, el recinto fue sede del juego de la Selección de fútbol de Francia en que derrotaron a Islas Feroe por 5-0, partido válido por la Clasificación a la Copa Mundial de 2010. La victoria aseguró el lugar de Francia en los play-offs.

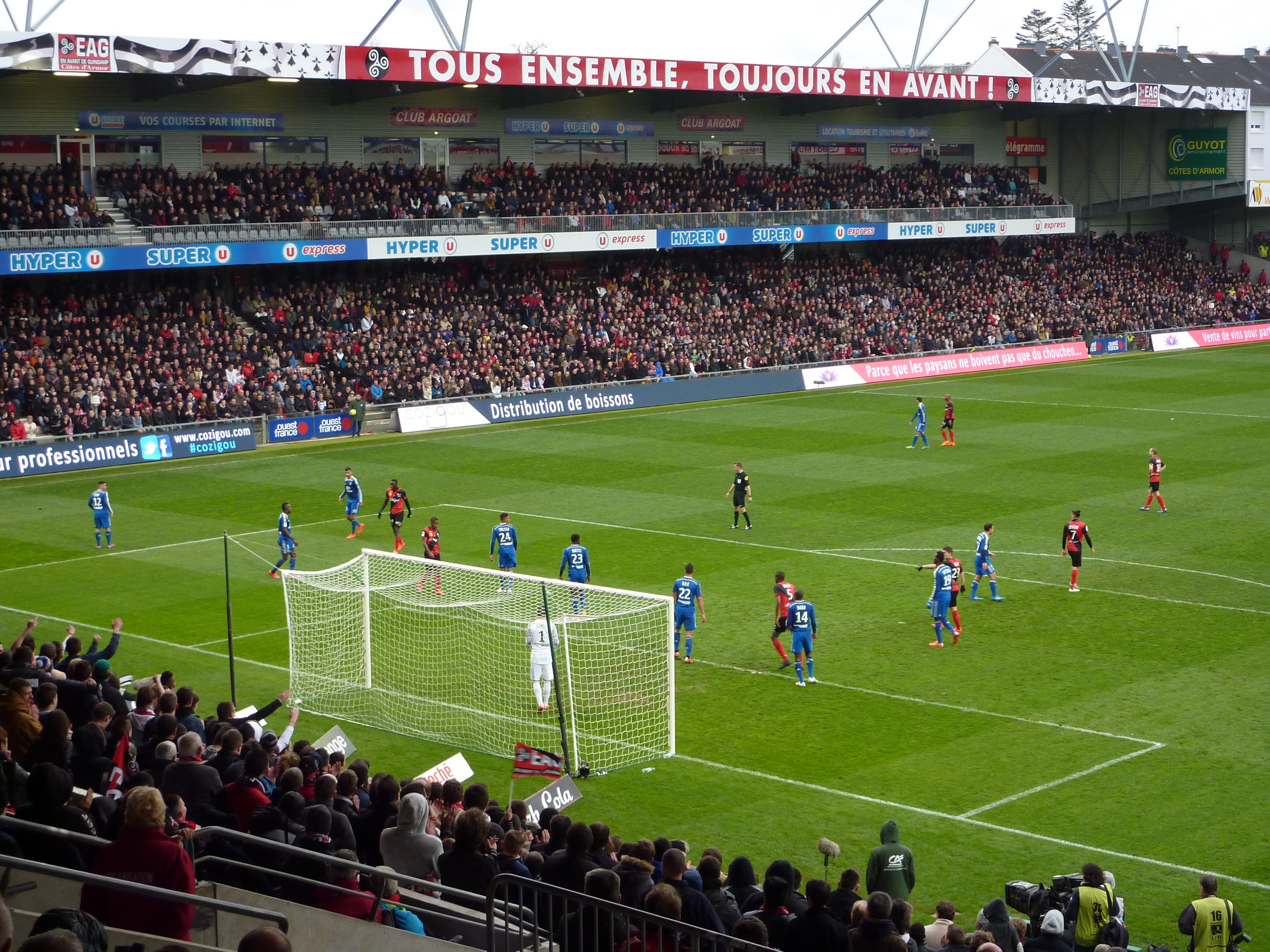

| fecha                 | Competición                        | selección | selección   | resultado | Asistencia |
| --------------------- | ---------------------------------- | --------- | ----------- | --------- | ---------- |
| 10 de octubre de 2009 | Clasificación Copa Mundial de 2010 | Francia   | Islas Feroe | 5 - 0     | 16 755     |